# Вайлер-ла-Тур (комуна)
Вайлер-ла-Тур (люксемб. Weiler zum Tuer, фр. Weiler-la-Tour, нім. Weiler-la-Tour) — комуна Люксембургу. Входить до складу кантону Люксембург в окрузі Люксембург.

## Географія
Площа території комуни становить 17,07 км² (73-є місце за цим показником серед 116 комун Люксембургу).
Висота найвищої точки комуни над рівнем моря становить 329 метрів (104-е місце за цим показником серед комун країни), найнижчої — 243 метрів (59-е місце).

## Демографія
Станом на 2011 рік на території комуни мешкало 1 888 ос.
Динаміка чисельності населення:

## Адміністративний поділ
До складу комуни входять такі поселення:
| Поселення     | Населення за даними переписів: | Населення за даними переписів: | Населення за даними переписів: |
| Поселення     | на 31.03.1981                  | на 01.03.1991                  | на 15.02.2001                  |
| ------------- | ------------------------------ | ------------------------------ | ------------------------------ |
| Хассель       | 318                            | 389                            | 428                            |
| Сірен         | 247                            | 321                            | 416                            |
| Вайлер-ла-Тур | 337                            | 375                            | 477                            |